# Lijst van films met een Gouden Film
Deze pagina is een lijst van films met een Gouden Film. In 2001 en 2002 ontving een film de Gouden Film voor de eerste 75.000 bezoekers. Sinds 2003 ontvangt een film de Gouden Film wanneer hij 100.000 of meer bezoekers naar de bioscoop trekt. In totaal zijn er 211 Gouden Films uitgereikt (stand: december 2018). De honderdste Gouden Film zou zijn uitgereikt aan Sprookjesboom De Film, maar ontving in werkelijkheid de 103e Gouden Film.

## 2001 en 2002
De Gouden Film voor 75.000 bezoekers werd uitgereikt aan:

### 2001
- Ik ook van jou (28 september 2001)
- Costa! (28 september 2001)
- Nynke (11 oktober 2001)
- The Discovery of Heaven (7 november 2001)
- Minoes (27 december 2001)

### 2002
- Oesters van Nam Kee (30 september 2002)
- Volle maan (15 oktober 2002)
- Ja zuster, nee zuster (15 oktober 2002)
- Loenatik de Moevie (30 oktober 2002)
- Pietje Bell (27 november 2002)
- De Tweeling (30 december 2002)

## Van 2003 tot heden
De Gouden Film voor 100.000 bezoekers werd uitgereikt aan:

### 2003
- Liever verliefd (31 maart 2003)
- Van God Los (12 mei 2003)
- De schippers van de Kameleon (2 juli 2003)
- Phileine zegt sorry (19 oktober 2003)[2]
- Pipo en de p-p-parelridder (23 december 2003)
- Pietje Bell 2: De Jacht op de Tsarenkroon (29 december 2003)

### 2004
- Cloaca (9 januari 2004)
- Shouf Shouf Habibi! (8 februari 2004)
- De Passievrucht (24 maart 2004)
- Polleke (24 maart 2004)
- In Oranje (19 mei 2004)
- Ellis in Glamourland (11 oktober 2004)
- De dominee (11 oktober 2004)
- Simon (24 november 2004)
- Pluk van de Petteflet (3 december 2004)

### 2005
- Floris (7 januari 2005)
- Erik of het klein insectenboek (26 januari 2005)
- Vet Hard (16 februari 2005)
- Lepel (22 februari 2005)
- Kameleon 2 (8 juli 2005)
- Zoop in Afrika (25 juli 2005)
- Het Schnitzelparadijs (19 september 2005)
- Het paard van Sinterklaas (26 oktober 2005)

### 2006
- De Griezelbus (2 januari 2006)
- Zoop in India (26 juli 2006)
- Zwartboek (18 september 2006)[3]
- Afblijven (18 oktober 2006)
- Kruistocht in spijkerbroek (27 november 2006)[4]

### 2007
- 'n Beetje verliefd (15 januari 2007)
- Ober (26 januari 2007)
- Ernst, Bobbie en de geslepen Onix (26 februari 2007)[5][6]
- Zoop in Zuid-Amerika (30 juli 2007)[7]
- Alles is Liefde (16 oktober 2007)
- Timboektoe (22 oktober 2007)[8]
- Waar is het paard van Sinterklaas? (25 oktober 2007)
- De scheepsjongens van Bontekoe (27 december 2007)

### 2008
- Moordwijven (1 januari 2008)[9]
- K3 en de kattenprins (4 januari 2008)[10]
- Alibi (27 februari 2008)
- TBS (10 maart 2008)[11]
- Zomerhitte (28 maart 2008)[12]
- Dunya en Desie in Marokko (5 mei 2008)[13]
- Hoe overleef ik mezelf? (9 juli 2008)[14]
- De Brief voor de Koning (30 juli 2008)[15]
- Anubis en het pad der 7 zonden (14 oktober 2008)
- Radeloos (16 oktober 2008)[16]
- Sinterklaas en het Geheim van het Grote Boek (24 oktober 2008)[17]
- Bride Flight (27 oktober 2008)
- Oorlogswinter (8 december 2008)[18]
- Wit licht (24 december 2008)[19]

### 2009
- Spion van Oranje (18 februari 2009)
- Kikkerdril (28 februari 2009)
- De Storm (23 september 2009)
- Lover of loser (4 oktober 2009)
- SpangaS op Survival (16 oktober 2009)[20]
- Sinterklaas en de Verdwenen Pakjesboot (29 oktober 2009)[21]
- Terug naar de kust (9 november 2009)
- Komt een vrouw bij de dokter (30 november 2009)[22]
- Anubis en de wraak van Arghus (24 december 2009)
- De Hel van '63 (28 december 2009)[23]

### 2010
- Iep! (1 maart 2010)
- Gangsterboys (8 maart 2010)
- De gelukkige huisvrouw (22 april 2010)
- Tirza (18 oktober 2010)
- Foeksia de Miniheks (26 oktober 2010)
- Briefgeheim (3 november 2010)
- Sinterklaas en het Pakjes Mysterie (9 november 2010)[24]
- Sint (15 november 2010)
- De eetclub (5 december 2010)[25]
- New Kids Turbo (11 december 2010)
- Dik Trom (14 december 2010)
- Loft (28 december 2010)[26]
- Het Geheim (29 december 2010)

### 2011
- Sonny Boy (4 februari 2011)
- Mijn opa de bankrover (1 maart 2011)
- Gooische Vrouwen (11 maart 2011)[27]
- Black Butterflies (26 mei 2011)
- Penny's Shadow (11 juli 2011)
- De bende van Oss (21 oktober 2011)
- All Stars 2: Old Stars (23 oktober 2011)
- Body Language (24 oktober 2011)
- Bennie Stout (27 oktober 2011)
- Razend (31 oktober 2011)
- De Heineken Ontvoering (31 oktober 2011)[28]
- Sinterklaas en het raadsel van 5 december (18 november 2011)[29]
- Nova Zembla (28 november 2011)
- New Kids Nitro (10 december 2011)
- Dolfje Weerwolfje (28 december 2011)

### 2012
- Süskind (4 februari 2012)[30]
- Achtste-groepers huilen niet (27 februari 2012)[31]
- Tony 10 (5 maart 2012)
- Sprookjesboom De Film (8 maart 2012)[1]
- Jackie (25 mei 2012)[32]
- Brammetje Baas (27 augustus 2012)[33]
- De verbouwing (17 september 2012)[34]
- Mees Kees (14 oktober 2012)[35]
- Alleen maar nette mensen (18 oktober 2012)[36]
- De Marathon (30 oktober 2012)[37]
- Alles is familie (24 november 2012)[38]
- Sint & Diego: De Magische Bron van Myra[39]
- De Club van Sinterklaas & Het Geheim van de Speelgoeddokter (30 november 2012)[40]
- De groeten van Mike! (28 december 2012)[41]
- Het bombardement (31 december 2012)[42]

### 2013
- Verliefd op Ibiza (3 februari 2013)[43]
- Nijntje de film (20 februari 2013)
- Ushi Must Marry (22 februari 2013)
- Bobby en de geestenjagers (3 maart 2013)
- Valentino (29 maart 2013)
- Daglicht (2 mei 2013)
- Spijt! (28 juni 2013)
- Smoorverliefd (20 september 2013)
- De Nieuwe Wildernis (4 oktober 2013)[44]
- Hoe duur was de suiker (16 oktober 2013)[45] d
- Borgman (30 oktober 2013)[46]
- De Club van Sinterklaas & De Pietenschool (8 november 2013)[47]
- Feuten: Het Feestje (13 november 2013)[48]
- Het Diner (21 november 2013)[49]
- Mannenharten (2 december 2013)[50]
- Bro's Before Ho's (12 december 2013)[51]
- Soof (17 december 2013)[52][53][54]
- Mees Kees op kamp (24 december 2013)[55]
- Midden in de Winternacht (26 december 2013)[56]

### 2014
- Toscaanse Bruiloft (2 februari 2014)[57]
- Hartenstraat (18 maart 2014)[58]
- Lucia de B. (2 mei 2014)
- Toen was geluk heel gewoon (6 mei 2014)
- Heksen bestaan niet (29 juli 2014)[59]
- Oorlogsgeheimen (11 augustus 2014)[60]
- Dummie de Mummie (20 oktober 2014)
- Pijnstillers (22 oktober 2014)[61]
- Pak van mijn hart (10 november 2014)
- Wonderbroeders (12 november 2014)
- De Club van Sinterklaas & Het Pratende Paard (13 november 2014)
- Gooische Vrouwen 2 (4 december 2014)
- Mees Kees op de Planken (22 december 2014)[62]
- Wiplala (23 december 2014)[63]

### 2015
- Homies (2 februari 2015)[64]
- Michiel de Ruyter (2 februari 2015)[65]
- Jack bestelt een broertje (8 maart 2015)
- Bloed, zweet & tranen (6 april 2015)
- De ontsnapping (5 mei 2015)
- De Boskampi's (11 mei 2015)
- Rendez-vous (29 juni 2015)
- SpangaS in actie (27 juli 2015)
- Ventoux (18 augustus 2015)
- Schone handen (4 oktober 2015)
- Ja, ik wil! (20 oktober 2015)
- Keet & Koen en de Speurtocht naar Bassie & Adriaan (6 november 2015)[66]
- De Club van Sinterklaas & De Verdwenen Schoentjes (10 november 2015)[67]
- Popoz (30 november 2015)
- Bon Bini Holland (18 december 2015)
- Mannenharten 2 (23 december 2015)
- Fashion Chicks (28 december 2015)[68]
- Dummie de Mummie en de Sfinx van Shakaba (29 december 2015)

### 2016
- Publieke Werken (1 januari 2016)
- Holland: Natuur in de Delta (14 januari 2016)
- Woezel en Pip: Op zoek naar de Sloddervos! (4 februari 2016)
- Knielen op een bed violen (13 maart 2016)
- Rokjesdag (17 maart 2016)
- Familieweekend (5 april 2016)
- Meester Kikker (9 september 2016)
- Hart Beat (7 november 2016)
- Hartenstrijd (8 november 2016)
- Tonio (14 november 2016)
- De Club van Sinterklaas & Geblaf op de Pakjesboot (22 november 2016)
- Meesterspion (3 december 2016)
- Soof 2 (9 december 2016)
- De zevende hemel (13 december 2016)
- Mees Kees langs de lijn (30 december 2016)

### 2017
- Onze Jongens (6 januari 2017)
- Brimstone (23 januari 2017)
- Ron Goossens, Low Budget Stuntman (6 februari 2017)
- Down to earth (24 februari 2017)
- Tuintje in mijn hart (13 maart 2017)
- Het verlangen (11 april 2017)
- Voor elkaar gemaakt (8 mei 2017)
- 100% Coco (7 augustus 2017)
- Bella Donna's (28 september 2017)
- Misfit (16 oktober 2017)
- Dikkertje Dap (20 oktober 2017)
- Dummie de Mummie en de tombe van Achnetoet (22 oktober 2017)
- Weg van jou (31 oktober 2017)
- Sinterklaas & het gouden hoefijzer (30 november 2017)
- Gek van geluk (22 december 2017)
- Huisvrouwen bestaan niet (30 december 2017)

### 2018
- K3 Love Cruise (10 januari 2018)[69]
- Bankier van het verzet (18 maart 2018)
- Mannen van Mars (3 april 2018)
- De wilde stad (23 april 2018)[70]
- De Matchmaker (29 mei 2018)[71]
- De Film van Dylan Haegens (24 augustus 2018)
- Doris (24 september 2018)[72]
- Zwaar verliefd! (22 oktober 2018)[73]
- Superjuffie (24 oktober 2018)[74]
- Elvy's Wereld: So Ibiza (1 november 2018)[75]
- Sinterklaas en de vlucht door de lucht (25 november 2018)[76]
- De dirigent (4 december 2018)[77]
- All You Need is Love (10 december 2018)[78]
- Bon Bini Holland 2 (18 december 2018)[79]
- Wad, Overleven op de grens tussen water en land (20 december 2018)[80]

### 2019
- Verliefd op Cuba (16 februari 2019)[81]
- Brugklas: de tijd van m'n leven (28 februari 2019)[82]
- Baantjer: het begin (4 mei 2019)[83]
- Singel 39 (16 mei 2019)[84]
- F*ck de Liefde (11 oktober 2019)[85]
- Misfit 2 (16 oktober 2019)[86]
- Wat is dan liefde (24 oktober 2019)[87]
- De club van lelijke kinderen (11 november 2019)[88]
- Instinct (18 november 2019)[89]
- Waar is het grote boek van Sinterklaas? (26 november 2019)[90]
- Penoza: The Final Chapter (2 december 2019)[91]
- Huisvrouwen bestaan niet 2 (24 december 2019)[92]
- Mees Kees in de wolken (27 december 2019)[93]
- April, May en June (28 december 2019)[94]

### 2020
- Project Gio (29 januari 2020)[95]
- Onze Jongens in Miami (3 februari 2020)[96]
- De Grote Slijmfilm (19 februari 2020)[97]
- De beentjes van Sint-Hildegard (20 februari 2020)[98]
- Mi Vida (22 februari 2020)[99]
- Kruimeltje en de strijd om de goudmijn (2 maart 2020)[100]
- De piraten van hiernaast (27 juli 2020)[101]
- Alles is zoals het zou moeten zijn (24 augustus 2020)[102]
- Casanova's (26 oktober 2020)[103]
- De Club van Sinterklaas en Het Grote Pietenfeest (27 november 2020)[104]
- De Grote Sinterklaasfilm (7 december 2020)[105]

### 2021
- Bon Bini: Judeska in da House (10 juni 2021)[106]
- De Slag om de Schelde (14 juni 2021)[107]
- Zwaar verliefd! 2 (13 juli 2021)[108]
- De nog grotere slijmfilm (30 juli 2021)[109]
- Luizenmoeder (4 augustus 2021)[110]
- Meskina (12 augustus 2021)[111]
- AINBO: Heldin van de Amazone (6 september 2021)[112]
- Mijn beste vriendin Anne Frank (3 oktober 2021)[113]
- Liefde zonder grenzen (4 november 2021)[114]
- De Grote Sinterklaasfilm: Trammelant in Spanje (9 november 2021)[115]
- Alles op tafel (12 november 2021)[116]
- De Club van Sinterklaas en het vergeten Pietje (13 november 2021)[117]

### 2022
- Costa!! (2 mei 2022)[118]
- De piraten van hiernaast: De ninja's van de overkant (30 mei 2022)[119]
- Marokkaanse Bruiloft (25 juni 2022)[120]
- Bon Bini Holland 3 (7 juli 2022)[121]
- De allergrootste slijmfilm (30 juli 2022)[122]
- Zwanger & Co (9 augustus 2022)[123]
- De Bellinga's: Huis op stelten (3 september 2022)[124]
- Soof 3 (15 september 2022)[125]
- Silverstar (30 september 2022)[126]
- Misfit: The Switch (1 november 2022)[127]
- De Grote Sinterklaasfilm: Gespuis in de speelgoedkluis (4 november 2022)[128]
- De Club van Sinterklaas en de race tegen de klok (14 november 2022)[129]
- Casa Coco (15 december 2022)[130]
- De Tatta's (29 december 2022)[131]

### 2023
- Hotel Sinestra (2 januari 2023)[132][133]
- Knor (3 januari 2023)[134][135]
- Faithfully Yours (10 januari 2023)[136]
- Klem (20 februari 2023)[137]
- Het Feest van Tante Rita (2 maart 2023)[138]
- All Inclusive (28 maart 2023)[139]
- Toen ik je zag (3 april 2023)[140]
- De Bellinga's: Vakantie op stelten (1 augustus 2023)[141]
- De Oneindige Slijmfilm (2 augustus 2023)[142]
- De Vuurlinie (25 oktober 2023)[143][144]
- De Grote Sinterklaasfilm en de strijd om pakjesavond (6 november 2023)[145]
- De Club van Sinterklaas Film: De Gestrande Stoomboot (6 november 2023)[146][147]
- Happy Single (15 november 2023)[148]
- Alles is nog steeds zoals het zou moeten zijn (29 november 2023)[149]
- Hardcore Never Dies (7 december 2023)[150]
- De Tatta's 2 (20 december 2023)[151]
- Bon Bini: Bangkok Nights (26 december 2023)[152]

### 2024
- Juf Braaksel en de magische ring (4 januari 2024)[153]
- Neem me mee (12 januari 2024)[154]
- Verliefd op Bali (9 februari 2024)[155]
- Scotoe (16 februari 2024)[156]
- De terugreis (4 april 2024)[157][158]
- Dikkie Dik en de verdwenen knuffel (19 augustus 2024)[159]
- Superkrachten voor je hoofd (22 augustus 2024)[160][161]
- De Bellinga's: Pretpark op stelten (23 augustus 2024)[162]
- Loverboy: Emoties uit (14 september 2024)[163][164]
- De wilde Noordzee (21 oktober 2024)[165]
- De Club van Sinterklaas film: Het grote sneeuwavontuur (3 november 2024)[166][167]
- De Grote Sinterklaasfilm: Stampij in de bakkerij (9 november 2024)[168]
- De z van zus (16 november 2024)[169][170]
- Pandabeer in Afrika (3 december 2024)[171]
- Juf Braaksel en de geniale ontsnapping (30 december 2024)[172][173]
- Dikkie Dik 2: Een nieuwe vriend voor Dikkie Dik (31 december 2024)[174]

### 2025
- Babygirl (5 januari 2025)[175]
- Mees Kees op eigen benen (12 januari 2025)[176]
- De film van Rutger, Thomas & Paco (21 juli 2025)[177]